# Umgebung des alten Römerkastells und Heckengelände
Das Gebiet Umgebung des alten Römerkastells und Heckengelände ist ein vom Landratsamt Rottweil am 1. Februar 1953 durch Verordnung ausgewiesenes Landschaftsschutzgebiet auf dem Gebiet der Gemeinde Fluorn-Winzeln und der Stadt Schramberg.

## Lage
Das ca. 65 Hektar große Landschaftsschutzgebiet „Umgebung des alten Römerkastells und Heckengelände“ liegt zwischen dem Schramberger Stadtteil Waldmössingen und Winzeln östlich der Landesstraße 422. Es gehört zum Naturraum Obere Gäue.
Geologisch liegt das Gebiet in den Schichten des Mittleren und Oberen Muschelkalks, die im Osten teilweise mit Lößlehm überdeckt sind.

## Landschaftscharakter
Es handelt sich um eine durch Feldhecken gegliederte, kleinräumig strukturierte Agrarlandschaft mit Äckern und Grünland. Im Südwesten des Gebiets befinden sich einige kleine Waldbestände. Im Gebiet befindet sich auf dem Schafbühl das Kastell Waldmössingen mit einem rekonstruierten Wachturm, von dem vier Römerstraßen ausgehen.